# Laski (Hetmanów)
Laski (niem. Laski) – część wsi Hetmanów w Polsce, położona w województwie wielkopolskim, w powiecie ostrowskim, w gminie Przygodzice, ok. 10 km na południe od Ostrowa. 
W latach 1975–1998 miejscowość administracyjnie należała do województwa kaliskiego.